# Copa por México 2022
Die Copa por México 2022 (aus Sponsorengründen offiziell mit dem Zusatz Sky versehen) war ein Fußballturnier in Mexiko, das zwischen dem 12. Dezember 2022 und dem 30. Dezember 2022 ausgetragen wurde und der Überbrückung des Zeitraums zwischen der Fußball-Weltmeisterschaft 2022 (aus dem die mexikanische Fußballnationalmannschaft bereits am 30. November 2022 ausgeschieden war) und dem Wiederbeginn der heimischen Fußballliga zur Clausura 2023 am 6. Januar 2023 diente.

## Teilnehmer und Modus
Es nahmen 10 der 18 Mannschaften aus der laufenden Erstliga-Saison 2022/23 teil: darunter 4 aus der Hauptstadt Mexiko-Stadt (América, Cruz Azul, UNAM und Necaxa) sowie 2 aus der zweitgrößten Stadt des Landes, Guadalajara (Chivas und Atlas).
In der Gruppe A spielten die Mannschaften aus Zentralmexiko (die bereits genannten 4 Hauptstadtvereine und Deportivo Toluca), in der Gruppe B die Mannschaften aus dem Westen und Norden des Landes.
Spielorte der Gruppe A waren das in der Hauptstadt gelegene Estadio Olímpico Universitario, der Heimspielstätte der UNAM Pumas, sowie das Estadio Nemesio Díez in Toluca, in dem Deportivo Toluca seine Heimspiele austrägt. Die Spiele der Gruppe B wurden im Estadio Jalisco von Guadalajara (Heimspielstätte von Atlas) und im Estadio Universitario von San Nicolás de los Garza, der Heimat der UANL Tigres, ausgetragen.
Innerhalb der jeweiligen Gruppe spielte jede Mannschaft je einmal gegen jede andere und die beiden Gruppensieger qualifizierten sich für das Finale. Dieses wurde im Estadio Akron von Zapopan, der Heimat des Finalteilnehmers Deportivo Guadalajara, ausgetragen, nachdem es ursprünglich im benachbarten Estadio Jalisco stattfinden sollte. Turniersieger wurde die Mannschaft des CD Cruz Azul.

## Gruppe A

### Spiele
| Datum        | Stadion                                      | Mannschaft 1     | Mannschaft 2     | Ergebnis |
| ------------ | -------------------------------------------- | ---------------- | ---------------- | -------- |
| 12. Dezember | Estadio Nemesio Díez, Toluca                 | CD Cruz Azul     | Club Necaxa      | 0:0      |
| 13. Dezember | Estadio Olímpico Universitario, Mexiko-Stadt | UNAM Pumas       | Deportivo Toluca | 1:1      |
| 15. Dezember | Estadio Nemesio Díez, Toluca                 | Club América     | Club Necaxa      | 3:3      |
| 16. Dezember | Estadio Olímpico Universitario, Mexiko-Stadt | UNAM Pumas       | CD Cruz Azul     | 1:2      |
| 19. Dezember | Estadio Nemesio Díez, Toluca                 | Club América     | Deportivo Toluca | 2:0      |
| 20. Dezember | Estadio Olímpico Universitario, Mexiko-Stadt | UNAM Pumas       | Club Necaxa      | 0:0      |
| 22. Dezember | Estadio Nemesio Díez, Toluca                 | Deportivo Toluca | CD Cruz Azul     | 1:1      |
| 23. Dezember | Estadio Olímpico Universitario, Mexiko-Stadt | Club América     | UNAM Pumas       | 0:2      |
| 26. Dezember | Estadio Nemesio Díez, Toluca                 | Deportivo Toluca | Club Necaxa      | 1:0      |
| 27. Dezember | Estadio Nemesio Díez, Toluca                 | CD Cruz Azul     | Club América     | 2:1      |

### Tabelle
| Pl. | Verein           | Sp. | S | U | N | Tore    | Diff. | Punkte |
| --- | ---------------- | --- | - | - | - | ------- | ----- | ------ |
| 1.  | CD Cruz Azul     | 4   | 2 | 2 | 0 | 005:300 | +2    | 08     |
| 2.  | UNAM Pumas       | 4   | 1 | 2 | 1 | 004:300 | +1    | 05     |
| 3.  | Deportivo Toluca | 4   | 1 | 2 | 1 | 003:400 | −1    | 05     |
| 4.  | Club América     | 4   | 1 | 1 | 2 | 006:700 | −1    | 04     |
| 5.  | Club Necaxa      | 4   | 0 | 3 | 1 | 003:400 | −1    | 03     |

## Gruppe B

### Spiele
| Datum        | Stadion                                         | Mannschaft 1          | Mannschaft 2          | Ergebnis |
| ------------ | ----------------------------------------------- | --------------------- | --------------------- | -------- |
| 12. Dezember | Estadio Jalisco, Guadalajara                    | Atlas Guadalajara     | Santos Laguna         | 0:0      |
| 13. Dezember | Estadio Universitario, San Nicolás de los Garza | UANL Tigres           | Mazatlán FC           | 0:0      |
| 16. Dezember | Estadio Jalisco, Guadalajara                    | Deportivo Guadalajara | Mazatlán FC           | 1:0      |
| 17. Dezember | Estadio Universitario, San Nicolás de los Garza | UANL Tigres           | Atlas Guadalajara     | 1:0      |
| 19. Dezember | Estadio Jalisco, Guadalajara                    | Deportivo Guadalajara | Santos Laguna         | 4:0      |
| 20. Dezember | Estadio Jalisco, Guadalajara                    | Atlas Guadalajara     | Mazatlán FC           | 2:1      |
| 22. Dezember | Estadio Universitario, San Nicolás de los Garza | Deportivo Guadalajara | UANL Tigres           | 2:1      |
| 23. Dezember | Estadio Jalisco, Guadalajara                    | Mazatlán FC           | Santos Laguna         | 2:3      |
| 27. Dezember | Estadio Universitario, San Nicolás de los Garza | UANL Tigres           | Santos Laguna         | 1:1      |
| 27. Dezember | Estadio Jalisco, Guadalajara                    | Atlas Guadalajara     | Deportivo Guadalajara | 0:1      |

### Tabelle
| Pl. | Verein                | Sp. | S | U | N | Tore    | Diff. | Punkte |
| --- | --------------------- | --- | - | - | - | ------- | ----- | ------ |
| 1.  | Deportivo Guadalajara | 4   | 4 | 0 | 0 | 008:100 | +7    | 12     |
| 2.  | UANL Tigres           | 4   | 1 | 2 | 1 | 002:200 | ±0    | 05     |
| 3.  | Santos Laguna         | 4   | 1 | 2 | 1 | 003:600 | −3    | 05     |
| 4.  | Atlas Guadalajara     | 4   | 1 | 1 | 2 | 002:300 | −1    | 04     |
| 5.  | Mazatlán FC           | 4   | 0 | 1 | 3 | 003:600 | −3    | 01     |

## Finale
| Datum        | Stadion                | Mannschaft 1          | Mannschaft 2 | Ergebnis |
| ------------ | ---------------------- | --------------------- | ------------ | -------- |
| 30. Dezember | Estadio Akron, Zapopan | Deportivo Guadalajara | CD Cruz Azul | 0:2      |